# Kloster St. Maria der Engel

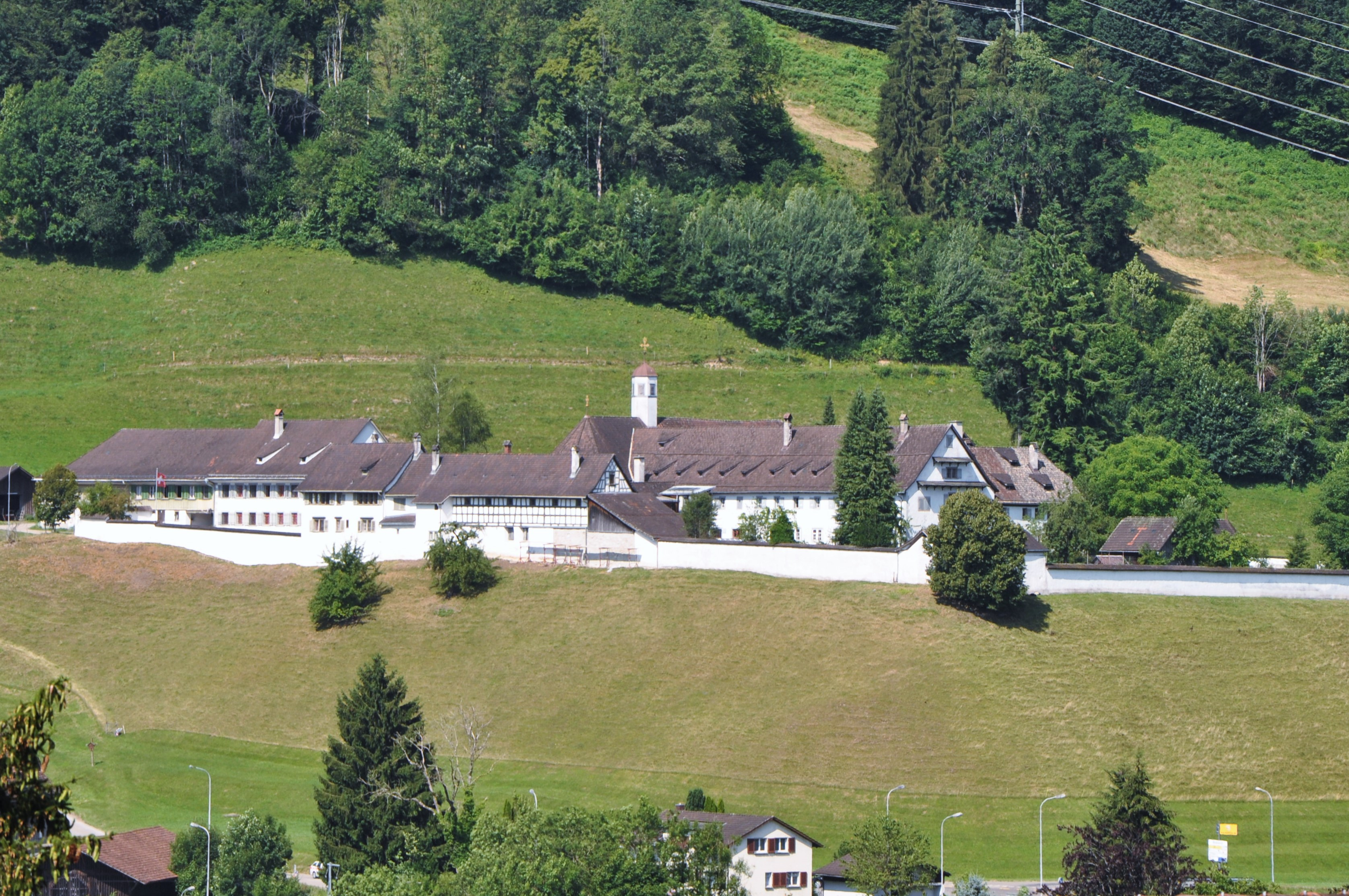
Kloster St. Maria der Engel, Gesamtansicht von Westen

Das Kloster St. Maria der Engel war ein Kapuzinerinnenkloster in Wattwil im Toggenburg, Kanton St. Gallen. Das Kloster geht zurück auf eine Beginengemeinschaft, die im 14. Jahrhundert auf dem Hünersedel am Rickenpass und ab dem 15. Jahrhundert auf der Pfanneregg südlich von Wattwil lebte. Nach einem Brand im Jahr 1620 und der kompletten Zerstörung der Klostergebäude auf der Pfanneregg ⊙ wurde auf der Wenkenrüti in Wattwil ein Neubau nach tridentinischen Regeln begonnen und 1621 bezogen.
Die Kapuzinerinnen verliessen das Kloster 2010. Seit 2012 lebt die Gemeinschaft der Fazenda da Esperança im Pachthaus des Klosters.
Die Gemeinschaft ist kirchenhistorisch besonders bedeutsam aufgrund der Entwicklung und Verbreitung der 'Pfanneregger Reform' und den daraus entstandenen Orden der Kapuzinerinnen des 'Dritten regulierten Ordens des hl. Franziskus von Assisi'.

## Geschichte

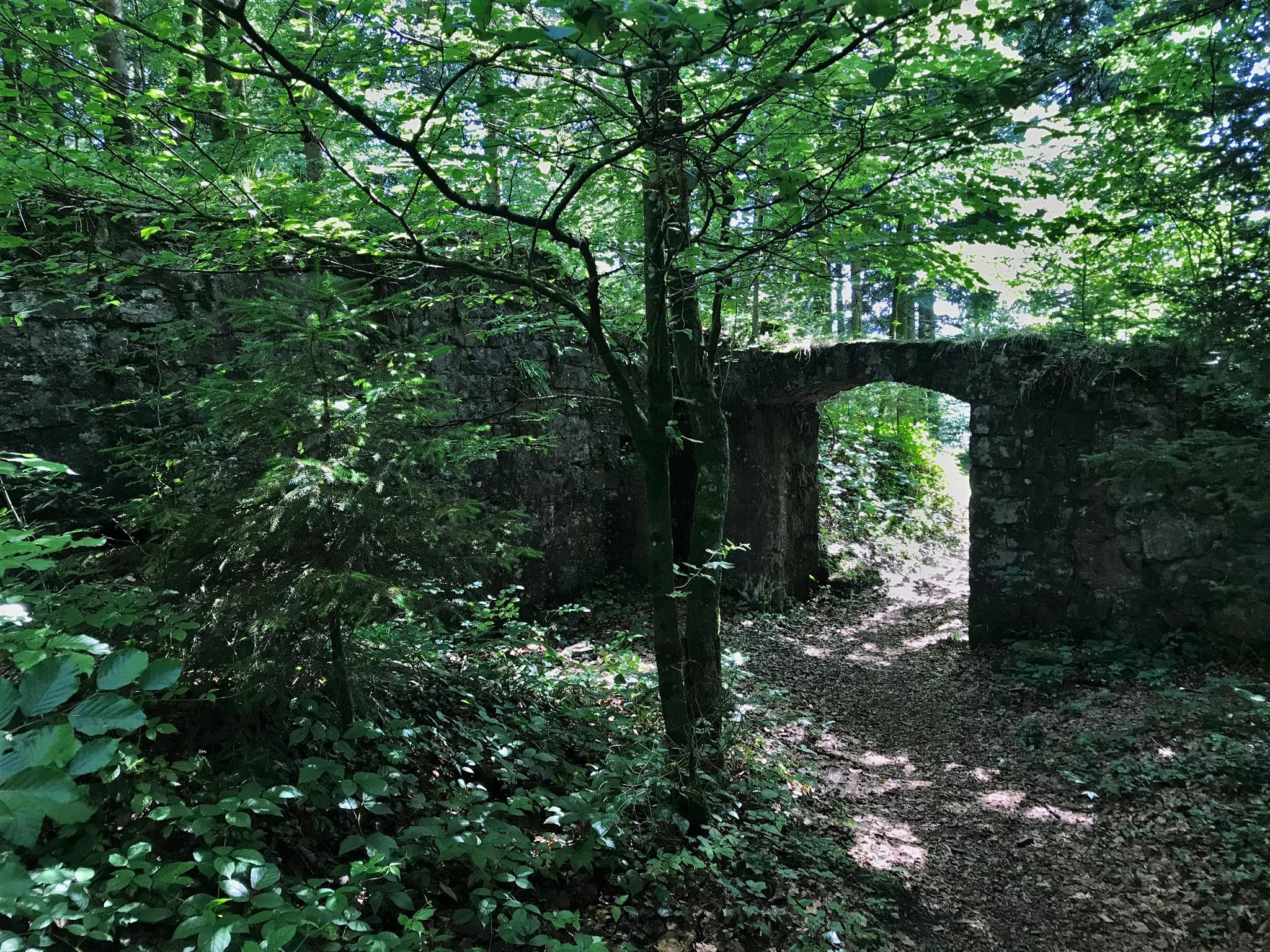
Ruinen des 1620 abgebrannten Klosters auf der Pfanneregg, südwestlich von Wattwil

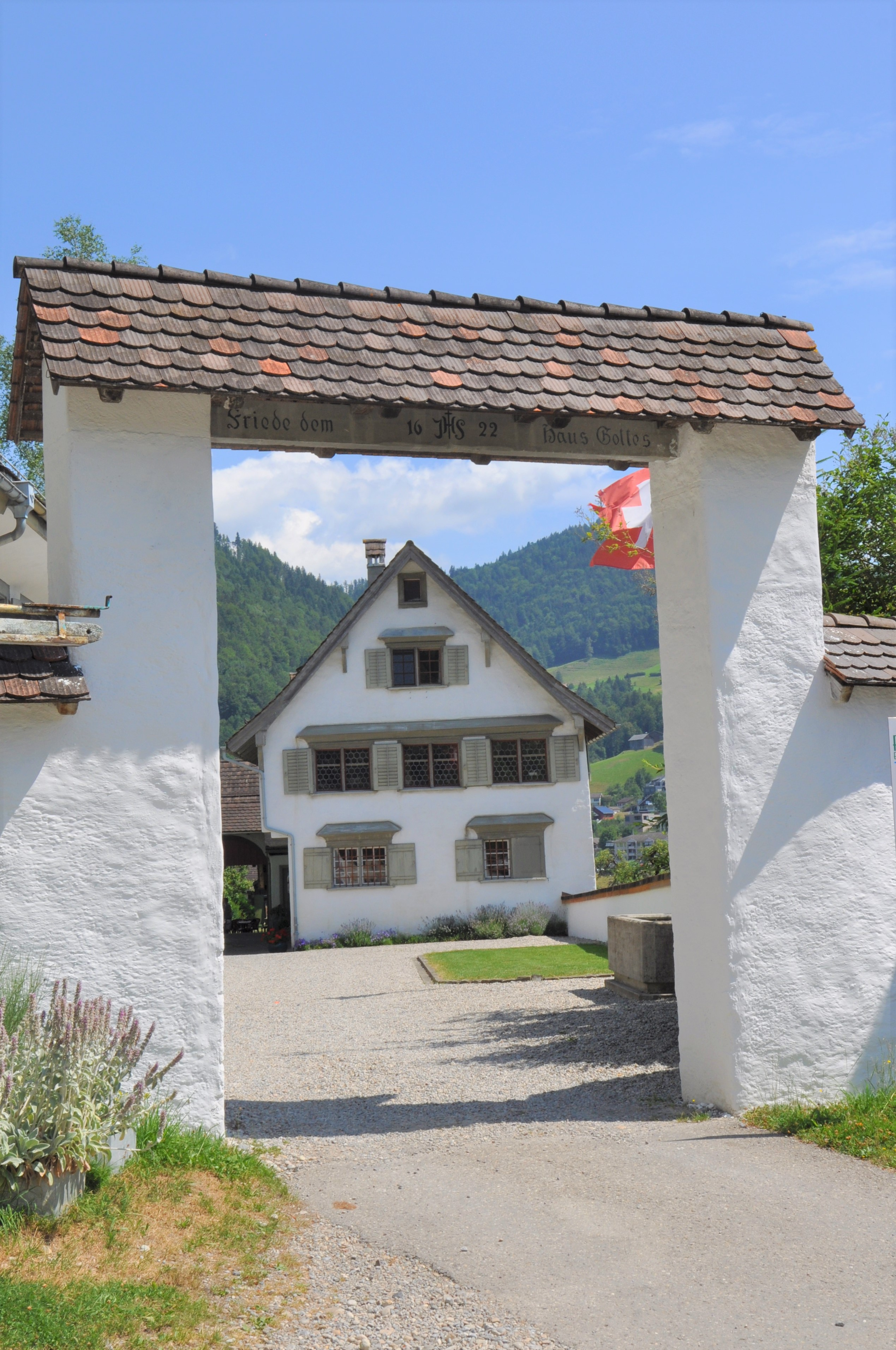
Äusseres Tor, mit Pforte und Gästehaus im Hintergrund

### Kloster Pfanneregg
Das Kloster Wattwil geht zurück auf eine Gemeinschaft von Beginen, welche im 14. Jahrhundert in einer Klause auf dem Hünersedel lebten. Ebenfalls auf das 14. Jahrhundert zurück geht eine Einsiedelei von Waldbrüdern, welche auf der Pfanneregg südlich von Wattwil ein Bruderhaus bewohnten. Gemäss der Klosterchronik tauschten die Beginen 1403 ihren Platz mit den Klosterbrüdern, da sie sich – direkt am Rickenpass gelegen – mehr Ruhe wünschten.
Erstmals urkundlich erwähnt wurde das Schwesternhaus auf der Pfanneregg 1411, als Kuno von Stoffeln, Abt des Klosters St. Gallen, den Schwestern die Hofstatt ihres Hauses zu Lehen gab und ihnen eine Hausordnung auferlegte.
Im 14. und 15. Jahrhundert wurde das Beginentum immer mehr unter Druck gesetzt, sich einer päpstlich anerkannten Lebensordnung anzuschliessen. Dabei entschlossen die Schwestern auf der Pfanneregg, sich der franziskanischen Drittordensregel anzuschliessen. Sie lebten fortan als Franziskaner-Terziarinnen und entgingen so den drohenden Unterdrückungsmassnahmen und Häresievorwürfen.
Von den grossen Umwälzungen der Reformation wurde das Kloster auf der Pfanneregg stark getroffen. Dem aus dem Toggenburg stammenden Zürcher Reformator Huldrych Zwingli gelang es 1525, seine zwei leiblichen Schwestern, welche auf der Pfanneregg lebten, zum Verlassen des Klosters zu überreden. Mit ihnen verliessen auch 23 weitere Mitschwestern die Gemeinschaft und liessen acht altgläubige Schwestern zurück, welche anschliessend in grosser Armut lebten. Ab 1531 verbesserte sich die Situation der Katholiken im Toggenburg und die Existenz der Gemeinschaft war wieder gesichert.
Die Frau Mutter Elisabeth Spitzlin, welche von 1574 bis 1611 amtete, leitete bedeutende Reformen ein. Nach einer Begegnung in Einsiedeln mit dem Kapuziner Ludwig von Sachsen, der mit der Kapuzinerbewegung eine Erneuerung des franziskanischen Ordens vertrat, leitete sie die Umwandlung des Konvents in ein Kapuzinerinnenkloster ein. Die dadurch entstandene Pfanneregger Reformbewegung erfasste daraufhin die meisten der verbliebenen Klöster der franziskanischen Drittordensregel und breitete sich in der Schweiz, Deutschland, Österreich und im Elsass aus.
1620 führte ein Brand dazu, dass das gerade erst erweiterte Klostergebäude bis auf die Grundmauern niederbrannte und die Gemeinschaft die Pfanneregg verlassen musste.

### Neubau auf der Wenkenrüti
1621 wurde durch Fürstabt Bernhard Müller der Grundstein eines neuen Klosters ⊙ gelegt, das auf der Wenkenrüti nahe dem Schloss Iberg und dem Dorf Wattwil liegt. Der Neubau erfolgte nach den Regelungen des Konzils von Trient.

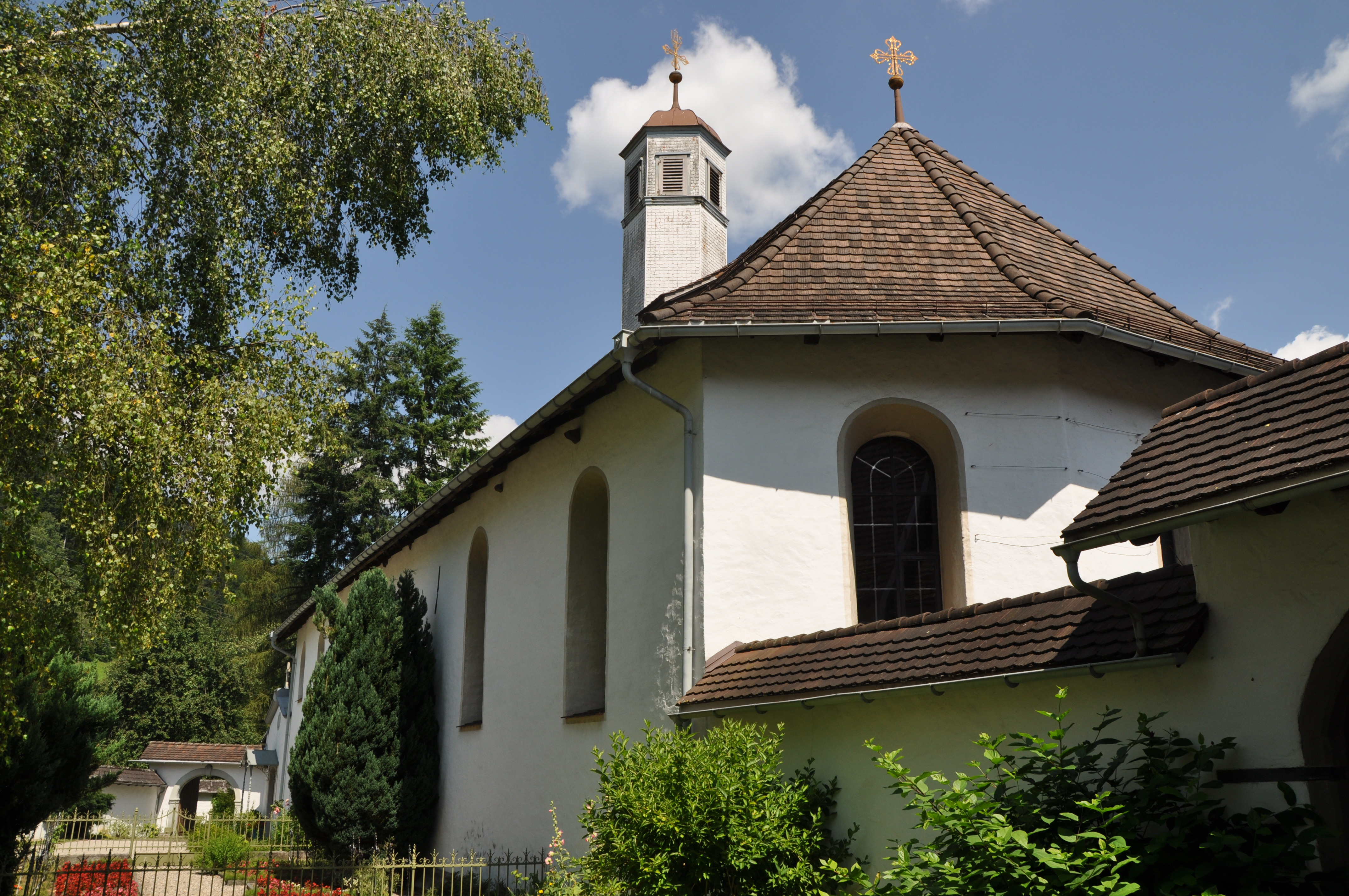
Kirche von aussen, mit Klosterkirche und Schwesternchor

1727 wurde auf Betreiben des St. Galler Fürstabts (das Visitationsrecht war seit 1579 bei der Abtei St. Gallen) Joseph von Rudolfi die Klausur eingeführt. Dafür hatten die Schwestern ein öffentliches Gelübde abzulegen sowie den Bau einer Klostermauer zu organisieren. Die strenge Klausur wurde im Kloster Wattwil bis nach dem 2. Vatikanischen Konzil aufrechterhalten und anschliessend schrittweise gelockert. 1771 folgte die Einführung der «Ewigen Anbetung des allerheiligsten Altarsakraments».
Im Gegensatz zu den Klöstern Magdenau und Neu St. Johann überstand das Kloster Wattwil den Toggenburgerkrieg/Zweiten Villmergerkrieg relativ unbeschadet.
Während der Zeit der französischen Besatzung der Eidgenossenschaft geriet das Kloster in grosse finanzielle Not, da die Schwestern angehalten wurden, eine grosse Anzahl französischer Soldaten zu verpflegen. Eine weitere Herausforderung für das Kloster war das Bestreben der Beamten der Helvetischen Republik, klösterliches Eigentum dem Staat zu unterstellen. Eine Enteignung oder Aufhebung konnte allerdings verhindert werden. Als die Abtei St. Gallen 1805 endgültig aufgehoben wurde, hatte das für das Kloster Wattwil keine wesentlichen Nachteile.
Im 19. und 20. Jahrhundert nahmen – nebst den Gebetszeiten und der Ewigen Anbetung – besonders die Herstellung von Kerzen sowie die Pflege und Reinigung von liturgischen Textilien eine grosse Bedeutung ein. Auftraggeber und Kunden waren Kirchgemeinden in der ganzen Ostschweiz. Zwischen 1980 und 1996 betreuten die Schwestern zudem die Feuermeldestelle für die Gemeinden Wattwil, Lichtensteig, Krinau und Ebnat-Kappel.

### Aufhebung und gegenwärtige Nutzung
Zuletzt lebten sieben Kapuzinerinnen im Kloster Wattwil. Sie entschlossen sich 2010, ihren Konvent aufzulösen und in verschiedene andere Kapuzinerinnenklöster zu ziehen. Der Besitz der Klosteranlage ging an das Bistum St. Gallen über, das einen Stiftungsrat mit der Verwaltung der Liegenschaft und des kulturellen Erbes beauftragte.
2012 wurde in der Klosteranlage die Fazenda da Esperança eingerichtet, welche Menschen hilft, von Sucht oder anderen schwierigen Situationen wegzukommen. Die Gemeinschaft mit christlicher Grundeinstellung lebt im Pächterhaus des Klosters und nutzt und unterhält die Anlage. Sie bietet zudem Übernachtungsmöglichkeiten für Jakobsweg-Pilger an. In der barocken Klosterkirche finden seit dem Auszug der Kapuzinerschwestern regelmässig Gottesdienste der Pfarrei Wattwil statt.

## Klosterkirche

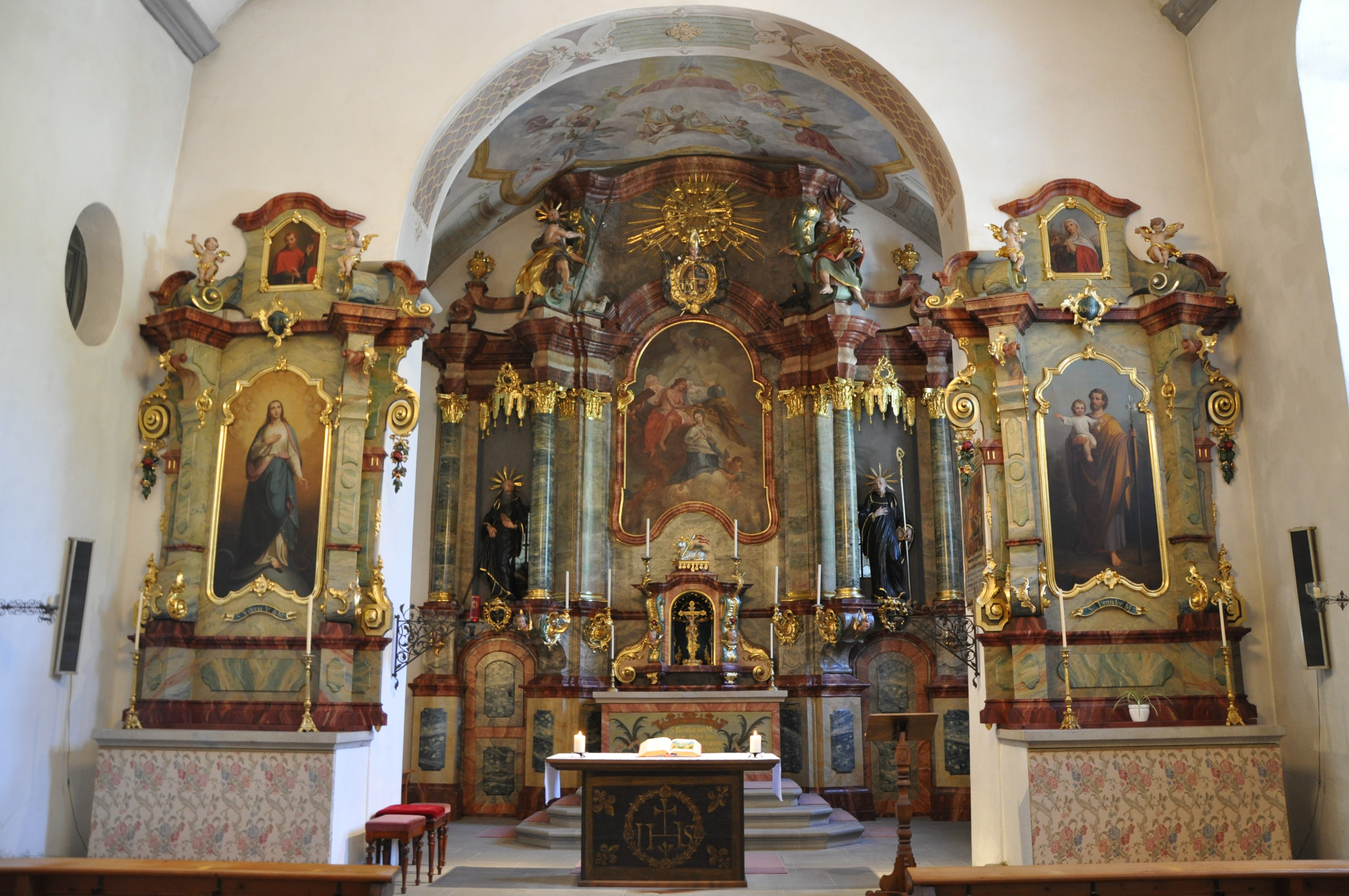
Chorraum der Klosterkirche

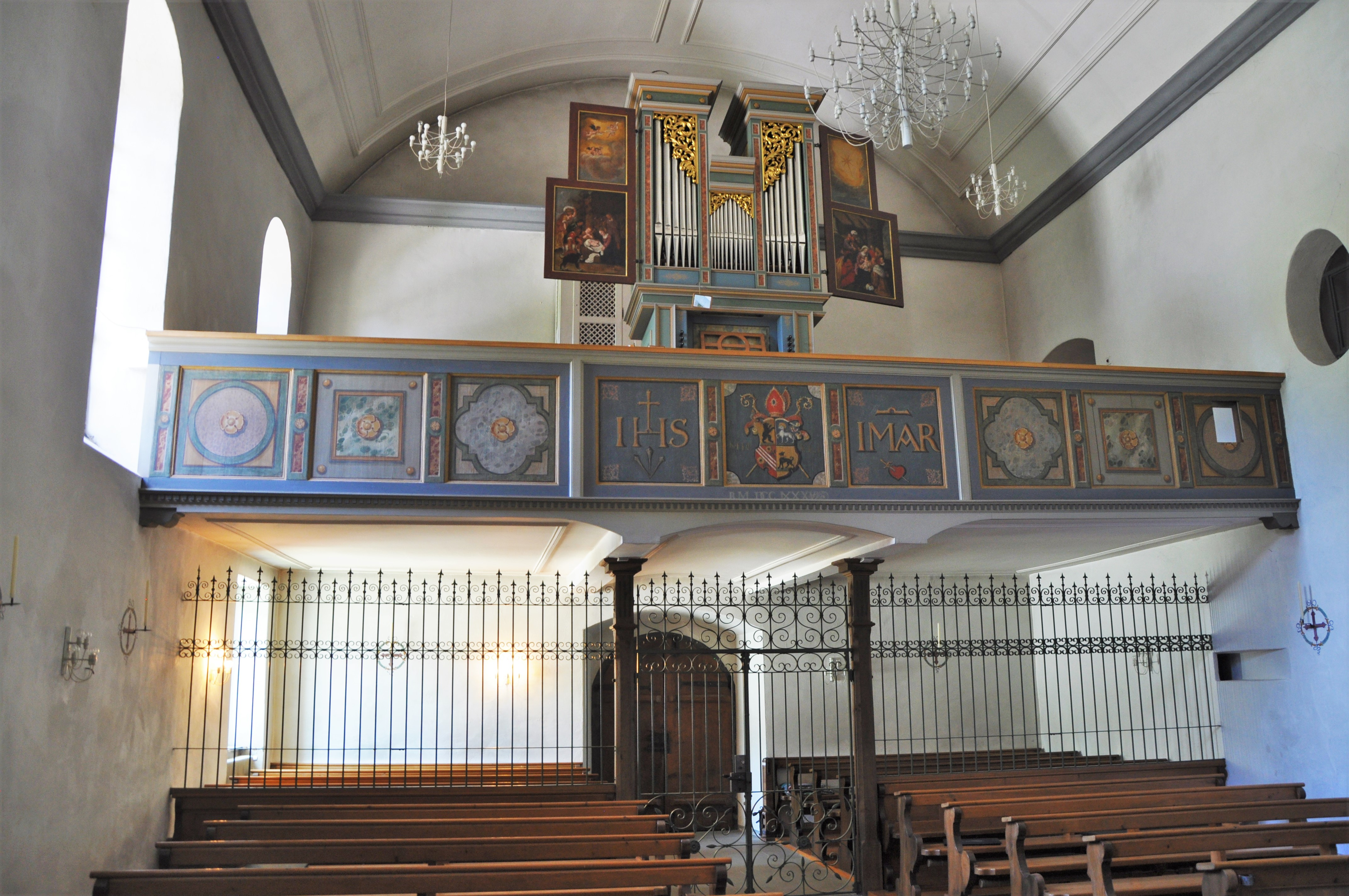
Kirchenschiff der Klosterkirche mit Empore und Orgel

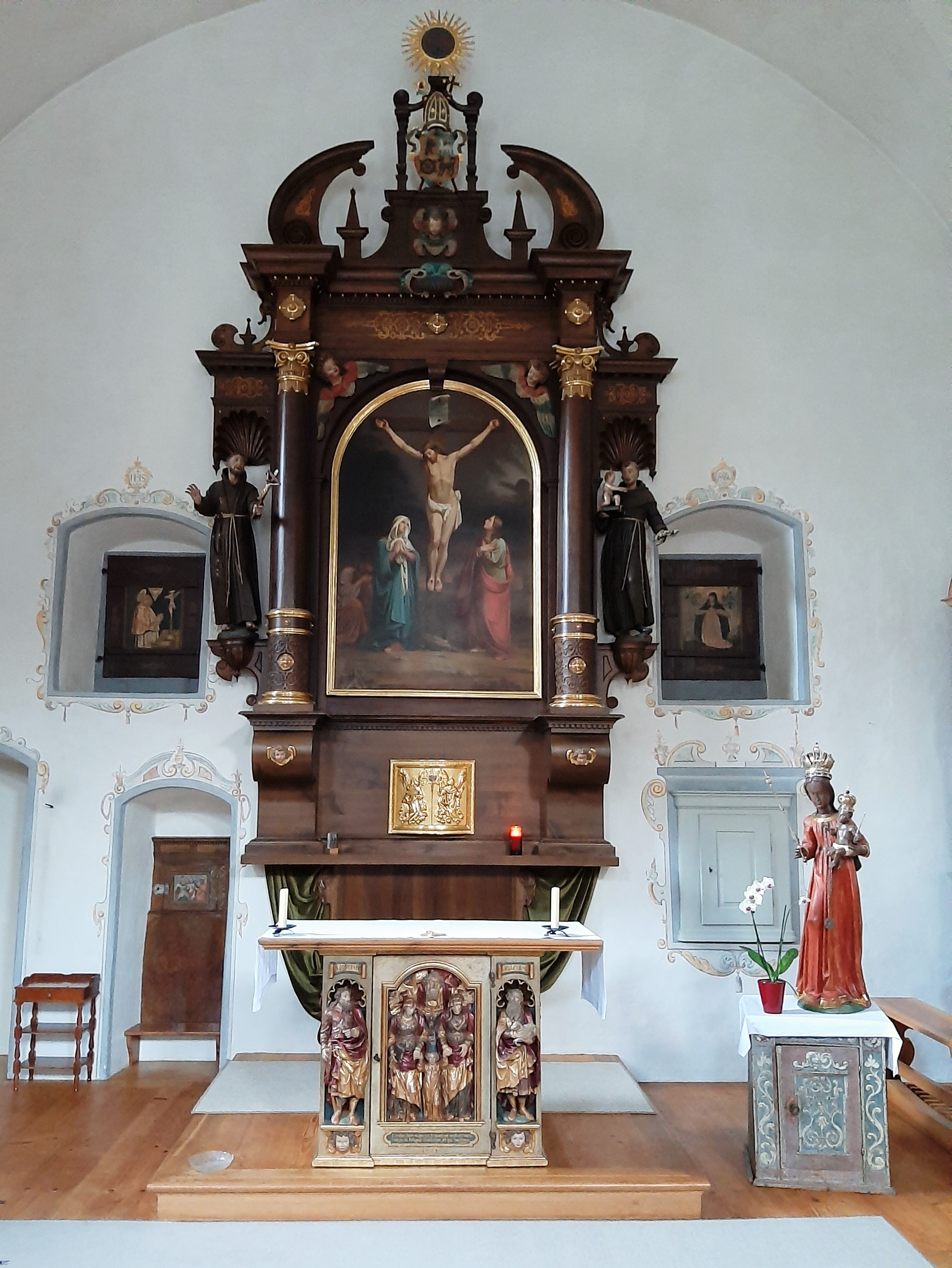
Renaissance-Altar von 1622 im Schwesternchor der Klosterkirche, mit «Sippenrelief» von 1620/30 am Zelebrationsaltar

Nach einer Bauzeit von nur 1,5 Jahren für Kirche und Konventflügel wurde die Klosterkirche am 23. Oktober 1622 durch den Konstanzer Weihbischof Anton Trittl geweiht. Gemäss der Klosterchronik wurden die Kirche und das Kloster der Gottesmutter Maria geweiht und das Kloster erhielt seinen definitiven Namen «St. Maria der Engel». Der Hochaltar der neuen Kirche wurde ebenfalls Maria, sowie Joseph, Gallus, Franziskus, Antonius und Leonhard geweiht. Von dieser ersten Innenausstattung sind nur wenige Teile komplett erhalten. Kunsthistorisch besonders bedeutsam ist der Renaissance-Altar von 1623 im angrenzenden Schwesternchor. Er befand sich bis zur Barockisierung der Klosterkirche als Hauptaltar in der Kirche. Ebenfalls von der Erstausstattung erhalten sind das Hauptportal zur Kirche, der Opferstock, die Sanktus-Kerzenleuchter an der Chorbogenwand, Wandlampen bei den Seitenaltären sowie die Apostelkreuze.
1653 wurde die Translation des Katakombenheiligen Leander aus Rom gefeiert. Die beiden dafür angefertigten Leandergemälde enthalten die ältesten Darstellungen Wattwils. Später folgte die Überführung von zwei weiteren Katakombenheiligen (1726 die Hl. Victoria und 1767 der Hl. Bonifatius,), welche ihre Plätze jeweils unter den Mensen der Haupt- und Seitenaltäre fanden und bis heute dort erhalten sind.
1774 stiftete Abt Beda Angehrn einen neuen Hochaltar, welcher vermutlich vom St. Galler Klosterbruder Gabriel Loser, der ebenfalls massgeblich an der Ausgestaltung der Stiftbibliothek und der Stiftskirche in St. Gallen gewirkt hatte, geschaffen wurde. 1864 wurde die Klosterkirche wiederum einer grösseren Renovation unterzogen. Dabei wurde der Hauptaltar wieder verändert und durch eine neubarocke Mensa, einen neuen Tabernakel und ein Altarblatt aus der Nazarenerschule ergänzt. Ebenfalls neu hinzu kamen die beiden Seitenaltäre. Aus kunsthistorischer Sicht ergänzten sie das Werk Losers von 1774 nur schlecht. 1981/82 wurde die Klosterkirche umfassend restauriert und weitgehend von den kunsthistorisch umstrittenen Ausstattungen des 19. Jahrhunderts befreit, um einen authentischeren Zustand aus der Zeit des Spätbarocks wiederherzustellen.